# NGC 6080
NGC 6080 est une vaste galaxie spirale située dans la constellation du Serpent. Sa vitesse par rapport au fond diffus cosmologique est de 7 496 ± 37 km/s, ce qui correspond à une distance de Hubble de 110,6 ± 7,8 Mpc (∼361 millions d'al). NGC 6080 a été découverte par l'astronome américain Lewis Swift en 1887.
La distance de Hubble de la galaxie PGC 93131, aussi désignée comme NGC 6080 NED02 par la base de données NASA/IPAC, est égale à 111,3 ± 7,8 Mpc (∼363 millions d'al). Ces deux galaxies forment donc une paire de galaxies.